# グラウンドボールピッチャー
グラウンドボールピッチャー（Groundball pitcher）は、対戦打者から比較的高い割合でゴロを打たせることが出来る投手を指す。メジャーリーグベースボール（MLB）では被本塁打率が低く、球数を節約する投球が出来るグラウンドボールピッチャーの評価が2005年ごろから急激に高まっている。

## 概要
平均的にはフェアゾーンに入った打球のうち44%程度の割合でゴロを打たせ、極端なグラウンドボールピッチャーになると60%前後の割合でゴロを打たせている。44%以下の投手はグラウンドボールピッチャーとは対極のフライボールピッチャー（Flyball pitcher）あるいはこの両方の傾向を示す投手として分類することが出来る。
主にシンキング・ファストボールやスプリッターを多用し、ストライクゾーン低めに集めた投球をするのがこのタイプの投手の特徴である。セイバーメトリクスを研究するトム・タンゴ、ミッチェル・リヒトマン、アンドリュー・ドルフィンは一般的にはグラウンドボールピッチャーはフライボールの傾向を持つ投手よりも優秀であるという意見に賛同している。その一方で、セイバーメトリクス研究の第一人者であるビル・ジェームズは歴代の最高の投手のリストに入る投手でこのタイプは2割しか存在せず、近年になって過大評価されていると主張しており、怪我をしやすいと指摘もしている。

## 打球の傾向
打者はグラウンドボールピッチャーと対戦した時にフライによるアウトよりもゴロによるアウトを多く献上する傾向にある。「ハードボール・タイムズ」のデビッド・ガッサコは被本塁打率が低いことがこのタイプの最大の利点であると述べている。一般的にフライボールピッチャーと比べて長打を打たれにくく、同様に本塁打を打たれる割合も低い傾向にある。
フライボールバッターよりもグラウンドボールバッター（多くがコンパクトな打撃をする巧打者）と相性が良い傾向にある。

### 守備の影響
デビッド・ガッサコはゴロ打球のうち2.23%は失策になり、これは全体の失策の85%を占めていることを指摘している。従って内野手の守備に影響されやすいこのタイプの投手は失点率と防御率の差が開きやすい傾向にある。
また、球足の遅いゴロを打たせることにも長けているので、走者がいる時に併殺に打ち取れる割合が高くなる傾向にある。

### ゴロ率
ゴロ率とはフェアゾーンに入った打球のうち、ゴロの占める割合である。
一般的に奪三振率が低いことからBABIPとの関係上、安打を打たれやすい。しかしながら、55%のゴロ率の投手は45%のゴロ率の投手よりBABIPを若干低くする傾向があることも発見されている。フライ率が極端に高い投手も同様に、打たれたフライに占める本塁打の割合を若干低くする傾向があることが発見されている。

## 投球の性質
グラウンドボールピッチャーは打者がバットの芯を外してボールを打つように仕向け、ゴロを打たせる投球を主体としている。打者がゴロを打つ確率が最も高くなる投球はストライクゾーンの低めへのシンキング・ファストボール、スプリッター、カーブ、ツーシームといったわずかに水平方向に変化する変化球もしくは高速で垂直方向に変化する変化球である。メジャーリーグベースボール（MLB）の2012年シーズンのデータによると、スプリッター（50.3%）とシンキング・ファストボール（49.8%）が変化球の中でもゴロを打たせる割合が特に高い球種となっている。

### シンキング・ファストボール
2014年にロブ・ネイヤーは近年のMLBで通算750イニング以上を投げた極端にゴロ率が高い先発投手としてブランドン・ウェブ、デレク・ロウ、王建民、ジェイク・ウェストブルック、ティム・ハドソン、ロベルト・ヘルナンデス（旧名：ファウスト・カーモナ）、アーロン・クック、ジャスティン・マスターソンの名を挙げ、いずれもシンカーボーラー（シンキング・ファストボールを主体に投球を組み立てる投手）として有名であることを指摘している。
グレッグ・マダックスも1994・1995・1996・1998年シーズンにゴロ/フライ比率（GB/FB）が1.50を上回るほどのれっきとしたグラウンドボールピッチャーであったが、同様にシンカーボーラーとして知られていた。
ティム・ハドソンはシンキング・ファストボールを習得した結果、ゴロを多く打たせることが出来るようになり、打者を容易に併殺に打ち取れるようになったと述べている。

## ポストシーズンにおける投球

### グレッグ・マダックス
1996年のワールドシリーズ第2戦（1996年10月21日）に登板したアトランタ・ブレーブスの先発投手グレッグ・マダックスはニューヨーク・ヤンキースの打線相手に8.0回を投げ、24の全アウトのうちウェイド・ボッグスからの併殺を含めて19のアウトをゴロで奪った（フライアウトは1）。バーニー・ウィリアムス（ヤンキースの中堅手）が「彼は凄い投球をしていたわけじゃなかった」と述べたのと対照的に、ジョー・ジラルディ（ヤンキースの捕手）は「彼は優れたシンキング・ファストボールを用いて多くのゴロを打たせるからね」とコメントした。マーキス・グリッソム（ブレーブスの中堅手）は「彼の試合はまったく退屈しない。それが彼のピッチングスタイルだからね。彼はグラウンドボールピッチャーだよ」と言及した。
野球記者のマレー・チェスはブレーブスがクリーブランド・インディアンスと対戦した1995年のワールドシリーズ第1戦（ちょうど1年前の1995年10月21日）と内容が似通っていることを発見した。この試合でのマダックスは9.0回を完投し、27の全アウトのうち19のアウトをゴロで奪っている（フライアウトは2）。

### ジェイク・ウエストブルック
2007年のアメリカンリーグチャンピオンシップシリーズ第3戦に登板したインディアンスの先発投手ジェイク・ウェストブルックはボストン・レッドソックスの打線相手に6.2回を投げ、20の全アウトのうち3併殺を含む15のアウトをゴロで奪った。ウエストブルックはこの試合でストライクゾーン低めにシンキング・ファストボールを多投した。ケイシー・ブレイク（インディアンスの三塁手）は「彼は自分自身と自分が投げるシンキング・ファストボールを信じ、大変な勇気を世に知らしめた」とコメントした。

### 西本聖
1981年の日本シリーズ第5戦に先発投手として登板した日本の読売ジャイアンツの投手西本聖は日本ハムファイターズの打線相手に13安打を打たれながらも9.0回を完封し、27の全アウトのうち4併殺を含む22のアウトをゴロで奪った（フライアウトは1）。シュートを狙ってくる打者相手に敢えてシュートを投げ、走者を塁に出した時はより低めのコースを突くように心がけたという。西本は続いて1983年の日本シリーズ第2戦でも西武ライオンズの打線相手に9.0回を完封し、27の全アウトのうち1併殺を含む21のアウトをゴロで奪った（フライアウトは1）。この試合でもインサイドにシュートを投げ込み、2試合連続完封という日本シリーズタイ記録を達成している。